# مالكوم تومسون
مالكوم تومسون (بالإنجليزية: Malcolm Thompson)‏ (19 أكتوبر 1946 في المملكة المتحدة - 24 أكتوبر 2014) هو لاعب كرة قدم بريطاني في مركز الهجوم. لعب مع نادي هارتلبول يونايتد ونادي سكاربورو ونادي جوول ‏ ونادي كوربي تاون.

## وصلات خارجية
- مالكوم تومسون على موقع قاعدة بيانات كرة القدم.إي يو (الإنجليزية)